# Mbo Mpenza
Mbo Jérôme Mpenza (Kinshasa, 4 dicembre 1976) è un dirigente sportivo ed ex calciatore belga di origine congolese ed ex attaccante della nazionale belga, nella quale conta 56 presenze e 3 gol.

## Carriera

### Club
Ha giocato per il Kortrijk, il R.E. Mouscron, lo Standard Liegi, lo Sporting Lisbona, il Galatasaray e l'Anderlecht. Mbo è il fratello maggiore di Émile Mpenza, con il quale ha giocato fino al 2000, anno in cui ha deciso di lasciare lo Standard Liegi per lo SV Sporting. Nell'ultima stagione ha ricevuto il soprannome di Monsieur un but par patch per le sue realizzazioni regolari con la maglia dell'Anderlecht. Nel luglio del 2008 passa al Larissa; la sua avventura greca dura però molto poco: il giocatore decide infatti di porre fine alla sua carriera il 9 dicembre dello stesso anno, a causa dei troppi nonché continui problemi fisici.

### Nazionale
Mbo mise a segno il suo primo gol per il Belgio in un'amichevole contro la Grecia nell'agosto 2005. Oltre che a due Mondiali, Francia 1998 e Corea-Giappone 2002, Mbo ha preso parte (insieme al fratello) a Euro 2000, rassegna tenutasi nel suo paese e nei Paesi Bassi.

## Dopo il ritiro
Al termine della carriera da calciatore è rimasto nel mondo del calcio come dirigente.
Il 14 giugno 2021 viene assunto dal R.E. Mouscron.

## Palmarès

### Club

#### Competizioni nazionali
- Campionato portoghese: 1

Sporting CP: 2001-2002
- Coppa del Portogallo: 1

Sporting CP: 2001-2002
- Campionato belga: 1

Anderlecht: 2006-2007
- Coppa del Belgio: 1

Anderlecht: 2007-2008
- Supercoppa del Belgio: 2

Anderlecht: 2006, 2007